# Adelöv
Adelöv er en by i Tranås kommun i Jönköpings län i Sverige og kyrkby i Adelövs socken, beliggende vest for Tranås. Byen ligger mellem Gränna og Tranås langs med vej 133. Omkring 450 personer bor fast i Adelöv.

## Historie
Den tidligste anvendelse af navnet Adelöv er fra 1261 da der blev skrevet "Athelef" i et donationsbrev. Det var fra starten navnet på en gård, som lå på stedet. Navnet er sammensat af to middelaldersvenske ord, "Lef" som betyder "arv" og "Athe" var navnet på den som efterlod arven.
For længe siden lå der kro i Adelöv, som i dag findes bevaret på Skansen i Stockholm.

## Bebyggelsen
I byen ligger Adelövs kyrka. Fra år 2007 rummer byen lavstadieskolen Adelövs Friskola fra børnehaveklasse til årskurs 6.

## Idræt og begivenheder
Fra 1734 afholdes første torsdag i september hvert år et marked som besøges af op mod 50.000 personer.
Byens idrætsklub Adelövs IK blev etableret i 1933 og spiller fodbold i Division 6 Jönköping Norra. En af klubbens grundlæggere var Lennart Hyland.